# Військовий музей (Данія)
Данський військовий музей (дан. Krigsmuseet, дослівно Музей війни), англ. Danish War Museum) — музей військової історії та зброї на Слотсгольмені в центрі Копенгагена, Данія. Він розташований в будівлі Арсенала Крістіана IV (дан. Tøjhuset), від якого й отримав свою колишню назву — Арсенальний музей (дан. Tøjhusmuseet, англ. Royal Danish Arsenal Museum). 1 липня 2018 року цю назву було змінено на Данський військовий музей, щоб туристам було простіше зрозуміти за назвою його тематику.
Військовий музей є частиною Національного музею Данії і з 1960 року перебуває у підпорядкуванні Міністерства культури, до цього він підпорядковувався Міністерству оборони.
Фонди музею налічують понад 100 000 експонатів. В ньому представлена одна з найбільших у Європі колекцій зброї (близько 7000 одиниць холодної та вогнепальної зброї), а також обладунків, уніформи і різноманітного військового обладнання як з Данії, так і з інших армій світу. Розташована на першому поверсі гарматна галерея містить понад близько 350 історичних гармат, мінометів і гаубиць, а також артилерійське обладнання, починаючи з XVI століття до наших днів.

## Історія
Будівля Tøjhuset була побудована з 1593 по 1604 рік як частина нової морської гавані, створеної королем Крістіаном IV. На момент створення це була найбільша будівля у Копенгагені (зовнішня довжина арсеналу становить 163 метри, ширина — 24 метри, висота до гребеня даху — 27 метрів). Арсенал споруджений навколо центрального басейну, який мав глибину 4 м. До нього можна було завести великий дерев'яний військовий корабель. Усередині арсеналу кораблі могли бути оснащені всім необхідним обладнанням.
Будівля виконувала функції арсенала до XIX століття, але вже з 1680-х років у ній також розміщувалися історичні колекції (сам король Крістіан IV дуже цікавився старовинною зброєю та іншими старовинними речами). У 1838 році у частині зброярні було розміщено колекцію історичної зброї (дан. Historiske Vaabensamling, створену рутмейстером Георгом Крістенсеном. З того часу колекція постійно поповнювалася: у 1845 році, наприклад, він отримав історичні гармати, а в 1852 році — колекцію зброярні Готторпів. У 1880-х роках будівля стала занадто малою для використання за основним призначенням, і арсенал був перенесений на нове місце.
У старій будівлі у 1926 році було засновано нинішній музей під керівництвом капітана Йохана Штеккеля. До 1937 року Штеккель упорядкував наявну колекцію, розташувавши експонати в хронологічному порядку та за типами, і значно доповнив її.
Перед музеєм з 1945 по 2011 рік стояла статуя Іштедтського Лева (дан. Istedløven; нім. Idstedt-Löwe), яку створив у 1862 скульптор Герман Вільгельм Біссен на честь перемоги Данії в битві під Ідштедті в 1850. Пам'ятник був вилучений у Німеччини після Другої світової війни, але у 2011 повернутий до міста Фленсбург.
У 2004 році Музей арсеналу було об'єднано з іншим музеєм військової історії в Копенгагені — Морським музеєм. Разом вони називалися «Державний музей історії оборони» (дан. Statens Forsvarshistoriske Museum і 1 січня 2014 року були включені до складу Національного музею. З 1 січня 2015 року Морський музей було закрито, і його колекції були перевезені до Арсенального музею.
У 2012 році концепцію музею було переглянуто. Ідея полягала в тому, щоб у новій постійній експозиції приділити більше уваги учасникам війни. Велика увага до зброї та її розвитку протягом століть була змінена увагою до ролі Данії у війнах та до людей, які воювали. У липні 2018 року Арсенальний музей змінив назву на Військовий музей. 